# BK Slottshov
BK Slottshov är en bandyklubb i Sverige som bildades 1935. A-lag spelar sina matcher i Division 2 på Ruddalens IP.
Klubben är Göteborgs äldsta bandyklubb som är verksam. Den spelar i orange tröjor och svarta byxor. Klubben grundades Karl-Ivar Plomgren.